# Henry George (kolarz)
Henry George (ur. 18 lutego 1891 w Charleroi, zm. 6 stycznia 1976 w Uccle) – belgijski kolarz torowy i szosowy, złoty medalista olimpijski.

## Kariera
Największy sukces w karierze Henry George osiągnął w 1920 roku, kiedy zdobył dwa złoty medal w wyścigu na 50 km podczas igrzysk olimpijskich w Antwerpii. W zawodach tych bezpośrednio wyprzedził Brytyjczyka Cyrila Aldena i Holendra Pieta Ikelaara. Był to jedyny medal wywalczony przez George’a na międzynarodowej imprezie tej rangi. Ponadto dwukrotnie zdobywał medale szosowych mistrzostw kraju: brązowy w 1919 roku i srebrny dwa lata później. Nigdy nie zdobył medalu na świata ani torowych mistrzostwach świata.